# Agujero analógico
El agujero analógico, también denominado como problema de reconversión analógica, es una vulnerabilidad fundamental e inevitable en los esquemas de prevención de copia para contenido digital no interactivo que está pensado para ser reproducido empleando métodos analógicos. Cuando la información es convertida a una forma analógica perceptible, desaparecen las restricciones y el contenido puede ser reconvertido a una forma digital carente de restricciones.

## Introducción
Debido a que este proceso permite reproducir un objeto digital sin restricciones a partir de una versión con restricciones, los editores que emplean gestión digital de derechos (DRM, de la sigla en inglés Digital Rights Management) para imponer restricciones sobre la forma de uso de una obra pueden ver esta posibilidad como un «agujero» en la protección o en el control que el DRM les ofrece. Aunque la posibilidad técnica de hacer grabaciones digitales a partir de salidas analógicas ha existido desde hace mucho tiempo, no se la ha contemplado necesariamente como un agujero hasta que el empleo de sistemas de DRM se generalizó a finales de la década de 1990. El término «agujero analógico» fue empleado por primera vez por la Asociación de Distribuidores y Productores de Películas Estadounidense (MPAA) y algunos de sus miembros en 2002; este término ha perdido popularidad en la industria, siendo sustituido por «problema de reconversión analógica» y otros términos similares.
- Datos: Q2518819